# Sharon Choi
Sharon Choi (tên khai sinh là Choi Sung-jae; sinh năm 1994 hoặc 1995) là một thông dịch viên và đạo diễn phim người Mỹ gốc Hàn. Cô đã có được sự công nhận và khen ngợi rộng rãi với tư cách là một thông dịch viên tiếng Hàn-Anh của đạo diễn Bong Joon-ho trong mùa giải thưởng điện ảnh 2019–2020.

## Đầu đời và giáo dục
Choi sinh năm 1994 hoặc 1995 tại Seoul, Hàn Quốc. Cô chuyển đến Hoa Kỳ từ khi còn nhỏ và trở lại Hàn Quốc khi lên mười tuổi. Choi theo học tại Học viện Nghiên cứu Nước ngoài Hankuk ở Yongin và Trường Nghệ thuật Điện ảnh tại Đại học Nam California.

## Sự nghiệp
Trong chuyến tham quan báo chí của bộ phim Burning năm 2018, Choi đã làm thông dịch viên cho đạo diễn Lee Chang-dong. Cô gặp Bong Joon-ho vào tháng 4 năm 2019 khi được yêu cầu thông dịch cho một trong những cuộc phỏng vấn qua điện thoại của ông và đi cùng với vị đạo diễn tại Liên hoan phim Cannes 2019, nơi bộ phim Ký sinh trùng của ông đã giành được giải Cành cọ vàng. Choi tiếp tục làm thông dịch viên của Bong trong suốt mùa giải thưởng điện ảnh 2019–2020, bao gồm Lễ trao giải Quả cầu vàng lần thứ 77, Giải thưởng Hiệp hội Nhà văn Hoa Kỳ lần thứ 72 và Giải thưởng Viện Hàn lâm lần thứ 92. Vào tháng 5 năm 2021, cô đã làm thông dịch viên cho Bong khi ông được trao giải Đạo diễn xuất sắc nhất tại Lễ trao giải Oscar lần thứ 93.
Thành công của Ký sinh trùng đã giúp Choi được biết đến rộng rãi, đồng thời nhận về lời khen ngợi từ những người trong ngành và khán giả vì cách diễn giải sắc thái của cô về các bài phát biểu và phỏng vấn của Bong. Zack Sharf của IndieWire đã mô tả Choi là "một MVP không cần bàn cãi của mùa giải Oscar" và The Korea Herald ghi nhận cô là người đã tạo ra sự phấn khích cho khán giả Mỹ đối với Ký sinh trùng trong giai đoạn chạy nước rút của Giải thưởng Viện hàn lâm. Một số người ở Hàn Quốc thậm chí còn luyện tiếng Anh bằng cách xem các video của Choi. Cô cũng có được một lượng người hâm mộ trên Internet và thường xuyên được khen ngợi trên Twitter cũng như trong phần bình luận các cuộc phỏng vấn của Bong. Vào tháng 7 năm 2020, cô đã nhận được Giải thưởng YoungSan Diplomat từ Diễn đàn các vấn đề quốc tế phi lợi nhuận ở Seoul vì "vai trò của cô trong việc nâng cao hình ảnh quốc gia Hàn Quốc".
Ngoài công việc phiên dịch, Choi còn là đạo diễn và nhà sản xuất phim. Cô đã đạo diễn Self Portrait, một bộ phim ngắn được trình chiếu tại CAAMFest vào năm 2019. Cô cũng đồng sản xuất bộ phim ngắn Mother of Three năm 2020, do Han Jun-hee đạo diễn. Vào tháng 2 năm 2020, TheWrap đưa tin rằng Choi đang thực hiện một kịch bản phim về mùa giải thưởng. Tuy nhiên cô đã bác bỏ điều này trong một bài luận của tạp chí Variety và thay vào đó tuyên bố rằng cô đang viết kịch bản cho một bộ phim lấy bối cảnh ở Hàn Quốc. Bản thân Bong sau đó đã công khai bày tỏ sự quan tâm đến kịch bản của Choi.
Vào năm 2021, Choi đã thực hiện một podcast có tên StrangeLand cùng với Ben Adair, nói về Vụ án mạng Miracle Mile năm 2003 ở Koreatown.